# The Beatles ở Hamburg
John Lennon, Paul McCartney, George Harrison, Stuart Sutcliffe và Pete Best thường xuyên lưu diễn tại thành phố Hamburg, Tây Đức trong khoảng từ tháng 8 năm 1960 tới tháng 12 năm 1962. Giai đoạn khởi thủy của The Beatles này đã giúp họ tích lũy nhiều kinh nghiệm trình diễn, được công chúng biết tới nhiều hơn và trực tiếp mang họ tới với quản lý sau này của nhóm, Brian Epstein.
Quản lý của The Beatles khi đó, Allan Williams, đã đưa ban nhạc tới Hamburg khi nhóm nhạc khác mà ông quản lý, Derry and the Seniors, cũng đã rất thành công khi tới đây. Do chưa tuyển được một tay trống phù hợp, họ đã quyết định chọn Best chỉ vài ngày trước chuyến đi. Sau khi bị phát hiện đang chơi nhạc cho một hộp đêm ngoài hợp đồng, Harrison bị trục xuất do chưa đủ tuổi lao động, và sau đó McCartney và Best bị bắt vì tội đốt phá.
Cũng trong giai đoạn này, The Beatles cũng lần đầu gặp gỡ Astrid Kirchherr, người sau này đã tạo nên kiểu tóc thương hiệu của ban nhạc. Sau một vài chuyến lưu diễn, Sutcliffe rời nhóm để tập trung vào việc học hành. Anh qua đời chưa đầy một năm sau đó vào tháng 4 năm 1962 vì xuất huyết não.

## Hamburg thập niên 1960
Hamburg từng là hải cảng lớn nhất của nước Đức Quốc Xã và là cảng lớn thứ 4 thế giới theo lượng hàng hóa. Tuy nhiên năm 1943, thành phố bị phá hủy hoàn toàn do bom đạn từ Chiến tranh Thế giới thứ hai. Đầu những năm 1960, Hamburg đang trong quá trình hồi phục hậu chiến tranh, trở thành một thành phố năng động nhưng theo kèm là nhiều tệ nạn và băng đảng khét tiếng. Nếu như Liverpool là một thành phố cảng suy thoái kinh tế nặng nề sau chiến tranh thì Hamburg lại có những bước phát triển khá mạnh mẽ.
Allan Williams, khi đó mới 29 tuổi, quyết tâm đưa ban nhạc mà mình quản lý, Derry and the Seniors (hay còn có tên Howie Casey and the Seniors) tới Hamburg, và nhanh chóng có được thành công. Williams tham vọng đưa thêm một nghệ sĩ khác tới đây, và nhắm tới nhóm Rory Storm and the Hurricanes, tuy nhiên nhóm này lại chọn lưu diễn ở Butlins nên đã từ chối. Sau khi tiếp tục bị từ chối bởi nhóm Gerry and the Pacemakers, Williams chuyển hướng sang ban nhạc trẻ The Beatles sau khi xem buổi trình diễn của nhóm này vào tháng 5 năm 1960 tại câu lạc bộ Jacaranda ở Liverpool. Anh liền đặt chỗ cho ban nhạc trình diễn tại hộp đêm Indra của Bruno Koschmider từ ngày 12 tháng 8 năm 1960. Bản thân Koschmider cũng nghi ngờ khả năng của ban nhạc, và muốn theo dõi thêm để đưa ra quyết định lâu dài.
Theo McCartney, việc tìm được một tay trống phù hợp là quá khó khăn, trong khi Lennon cho rằng đó là điều khá "viển vông" vì giá thành cho dàn trống khi đó là khá đắt đỏ. Harrison gặp Best chơi trống cho nhóm Black Jacks tại The Casbah Coffee Club – một người chơi trống ổn định với phong cách đánh beat tất cả các nhịp, góp phần đẩy nhịp rock nhanh hơn, và cũng là một trong những nhân vật "hấp dẫn, tình cảm và cuốn hút" đối với phụ nữ ở Liverpool. Sau khi Black Jacks tan rã, McCartney đề nghị Best cùng The Beatles tới Hamburg với khoản tiền lương lên tới 15 bảng/tuần. Khác với Lennon, Harrison và Lennon đều bỏ học giữa chừng, Best đã tốt nghiệp phổ thông và vừa đỗ trường sư phạm. Tuy nhiên, anh vẫn quyết định đi Hamburg vì tin tưởng đó là bước ngoặt cho sự nghiệp của mình.
Khu vực St. Pauli ở Hamburg nơi tọa lạc hộp đêm The Indra vốn nổi tiếng là khu đèn đỏ đầy rẫy tệ nạn và mại dâm, thực sự là một nơi rất nguy hiểm dối với những người chưa từng tới đây. Cha của Paul, ông Jim McCartney, đã phản đối việc con trai mình tới đây lưu diễn nhưng cuối cùng đã bị Williams thuyết phục "đừng quá lo lắng". Mimi Smith, dì và giám hộ của John, cũng không hài lòng việc Lennon phải bỏ dở việc học để đi Hamburg, nhưng John đã thuyết phục được bà sau khi nói khống lên khoản thu nhập nhận được từ chuyến đi.
Ngày 15 tháng 8 năm 1960, Best tới chơi thử tại câu lạc bộ Jacaranda của Williams, và chỉ một ngày sau, anh cùng The Beatles đi Hamburg. Williams sau này thừa nhận buổi chơi thử thực sự không cần thiết bởi ban nhạc cũng không tìm được tay trống nào tốt hơn, nhưng họ vẫn muốn tổ chức để thỏa thuận tiền công với Best một cách thỏa đáng. Ở Hamburg, ban nhạc được trả 100 bảng/tuần, cao hơn nhiều so với khi ở Liverpool. Williams trực tiếp lái xe Austin J4 đưa cả nhóm đi lưu diễn. Chiếc xe lên phà Harwich ngày 16 tháng 8 và cập bến Hoek van Holland, Rotterdam, không lâu sau đó. Trên xe có đầy đủ 5 thành viên của ban nhạc, vợ (Beryl) và em trai (Barry Chang) của Williams, ca sĩ "Lord Woodbine" và phiên dịch Georg Sterner. Tổng cộng có tới 10 người trên chiếc minivan nhỏ trong suốt quãng đường dài khiến chuyến đi đặc biệt vất vả và nguy hiểm. Do Williams chưa chuẩn bị đầy đủ giấy phép lao động, họ bị giữ lại ở Harwich trong vòng 5 giờ đồng hồ. Williams đành phải giải trình rằng mình đưa các học sinh sang Đức để nghỉ hè, cho dù cuối cùng họ cũng nhận được giấy phép lao động cần thiết để nhập cảnh.

## Lưu diễn
Hộp đêm nở rộ ở Hamburg vào đầu thập niên 1960 với các địa điểm lớn như Kaiserkeller, Top Ten, Star-Club, Beer-Shop, Mambo, Holle, Wagabond, khách sạn Pacific, cùng với nhiều câu lạc bộ lớn như Grannies, Ice Cream Shop, Chugs và Sacha's. Quán Reeperbahn và Grosse Freiheit nổi bật với trang trí đèn neon và hình poster những diễn viên được dán ngay ngoài cửa vào. Mỗi câu lạc bộ đều có những đội ngũ an ninh chuyên nghiệp nhằm đảm bảo sự an toàn của khách hàng bên trong. Đồ uống (thông thường là rượu mạnh) đều khá đắt, và những khách hàng không có tiền trả thường sẽ bị đánh và tống cổ ra ngoài.

### Indra và Kaiserkeller

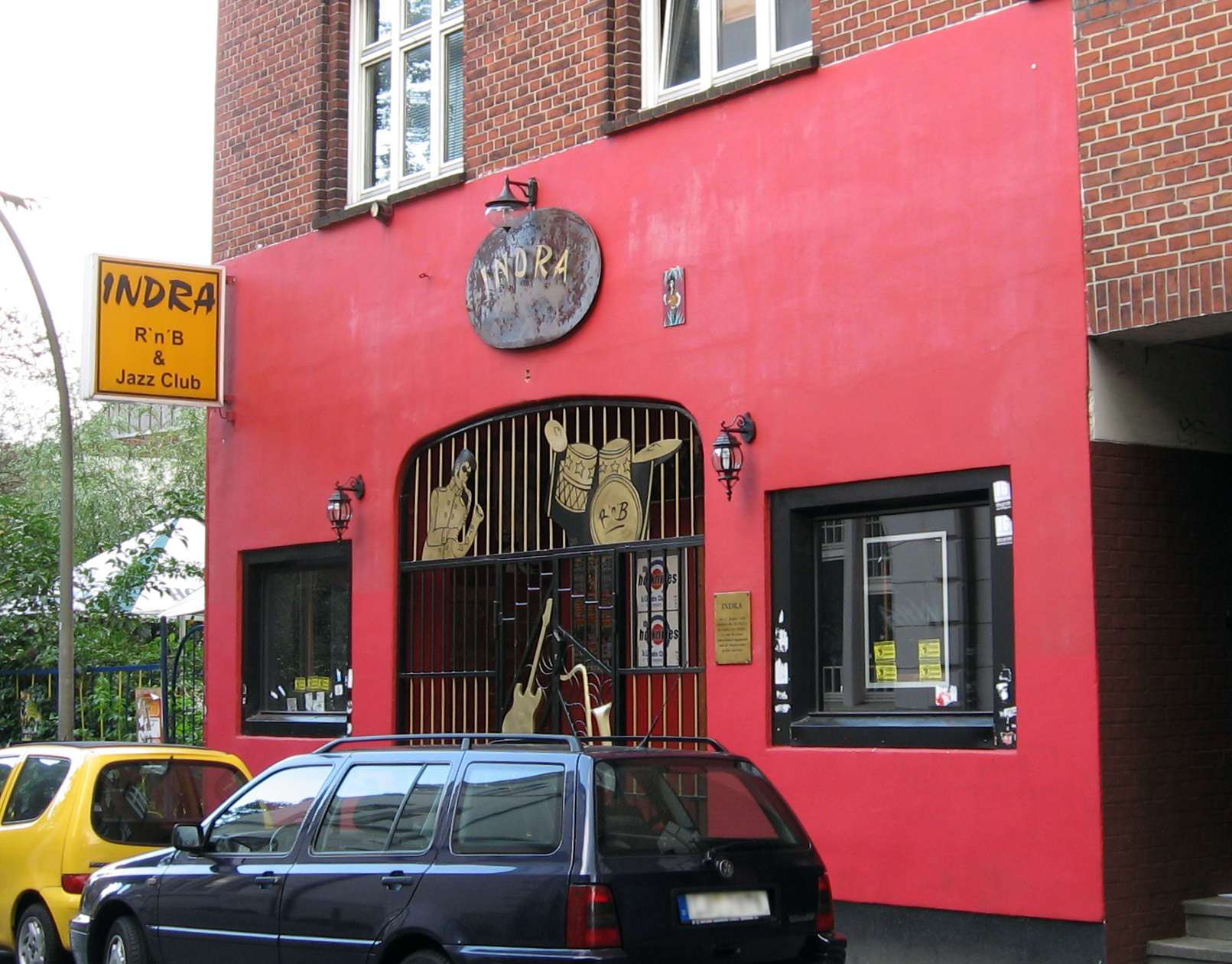
Quán Indra Club nơi đầu tiên mà The Beatles chơi nhạc, được khôi phục lại vào năm 2007.

The Beatles tới Hamburg vào sáng sớm ngày 17 tháng 8 và nhanh chóng tìm ra khu St. Pauli nổi tiếng của Hamburg. Quán Indra Club (địa chỉ 64 Grosse Freiheit) khi đó chưa mở cửa, vậy nên quản lý của một câu lạc bộ kế bên đã phải tìm người mở cửa và cho cả nhóm ngủ tạm chỗ thảm đỏ gần hốc tường. Ban nhạc trình diễn ngay tối hôm đó, và được chỉ dẫn chuyển sang qua đêm tại phòng để đồ của rạp chiếu Bambi Kino (địa chỉ 33 Paul-Roosen Strasse) vốn rất lạnh lẽo và bẩn thỉu.
McCartney nhớ lại "Chúng tôi đã phải ngủ phía sau rạp Bambi Kino, ngay kế bên khu vệ sinh luôn bốc mùi nồng nặc. Căn phòng trước kia là kho chứa đồ, lúc đó chỉ có 4 bức tường và không có gì hơn. Không sưởi, tường không giấy dán, cũng không có sơn sửa gì hết. Góc phòng có 2 cái giường tầng, nhưng cũng không có đủ chăn. Chúng tôi lạnh cóng." Lennon cũng từng kể "Chúng tôi bị đưa về một cái chuồng lợn. Chúng tôi phải ngủ ngay cạnh khu vệ sinh, chính xác hơn là khu vệ sinh nữ. Chúng tôi đi diễn về muộn, nhưng rồi lại phải dậy sớm vào ngày hôm sau vì rạp chiếu phim bắt đầu hoạt động và khi [các chị em] đi vệ sinh ồn ào ngay kế bên." Hơn nữa, cả ban nhạc chỉ được dùng nước từ khu vệ sinh để tắm gội. Họ trả tiền trọ 2,5 bảng/ngày, 7 ngày/tuần, với 3 ca diễn 8:30–9:30, 10:00–11:00, và 11:30–12:30, nhưng thường phải hát tới 1 hoặc 2 giờ sáng. Nhiều khán giả Đức còn chế nhạo tên ban nhạc với "piedel", từ lóng trong tiếng Đức chỉ dương vật.
Theo Harrison, Reeperbahn và Grosse Freiheit là hai sân khấu tuyệt vời nhất mà ban nhạc từng trải nghiệm tính tới thời điểm đó, vì ở đó có nhiều đèn, câu lạc bộ và nhà hàng ngon. "Khu đó tràn ngập những người chuyển giới, gái mại dâm và du côn. Tôi chả dám tin là có người nghe tôi chơi nhạc ở một nơi như vậy... Hamburg giống như là nơi chúng tôi học việc và học cách chơi trước đám đông."
Best thất vọng về Indra vì ở đó quá ít khách du lịch, sân khấu bị quây kín bởi rèm cửa đỏ, dày, khiến nó trở nên ngột ngạt nếu so sánh với Kaiserkeller, cũng thuộc quyền sở hữu Koschmider ở địa chỉ 36 Grosse Freiheit. Sau khi Indra buộc phải đóng cửa vì những lời than phiền về tiếng ồn, The Beatles chuyển tới chơi nhạc tại quán Kaiserkeller kể từ ngày 4 tháng 10.
Lịch diễn của họ tại Kaiserkeller tương tự với Indra. Lennon nhớ lại: "Chúng tôi phải hát hàng giờ đồng hồ. Mỗi ca khúc dài tới 20 phút, và rồi lại có những đoạn solo 20 phút. Chính điều đó lại giúp cải thiện kỹ năng trình diễn của chúng tôi. Không ai có thể bắt chước được chúng tôi. Cứ như thể chúng tôi là nhóm nhạc xuất sắc nhất thế giới, còn người Đức thì thích nhún nhảy miễn là nhạc chơi đủ to là được." Cho dù The Beatles từng đi diễn tại Liverpool, tuy nhiên Kaiserkeller lại là nơi đầu tiên mà họ có được một lượng lớn khán giả trung thành luôn gào thét "Mach schau, mach schau!" ("Hát nữa đi, hát nữa đi!"). Theo Harrison, không khí đó khiến Lennon "nhảy nhót như khỉ gorilla, còn chúng tôi hưng phấn cực độ". Do chỉ có Best từng qua kỳ thi O-Level tiếng Đức nên anh là người duy nhất giao tiếp với Koschmider và khán giả tại đây, và đôi lúc còn được yêu cầu hát ca khúc "Peppermint Twist" (với McCartney chơi trống). Tuy nhiên, bản thân Best cho rằng anh không cảm thấy thoải mái khi hát trước đám đông.
Quản lý kinh doanh của Koschmider, Willie Limpinski, liền đề nghị ban nhạc trình diễn thường xuyên hơn để thu hút thêm nhiều khán giả. Song chính ông cũng cảnh báo The Beatles về sự cạnh tranh từ nhóm Hurricanes. "Các cậu cứ cẩn thận đấy vì Rory Storm and the Hurricanes cũng diễn tại đây. Mà các cậu biết họ giỏi cỡ nào rồi đấy. Họ sẽ sớm đẩy các cậu khỏi đây thôi." Tới tháng 10 năm 1960, The Hurricanes thường xuyên tới Hamburg và lấy suất diễn của Derry and the Seniors tại Kaiserkeller. Họ yêu cầu được trả giá cao hơn The Seniors và The Beatles, theo đó họ sẽ chơi nhạc trong 6 khung giờ (90 phút) khác nhau, xen kẽ với The Beatles. Họ cũng chỉ được chu cấp cho căn phòng ngủ tương tự với The Beatles, Howie Casey và The Seniors (ban nhạc này cũng chỉ có được 1 phòng phía sau lưng câu lạc bộ Kaiserkeller), vậy nên họ quyết định thuê phòng tại Khu thuyền viên của thành phố Hamburg.

### Top Ten

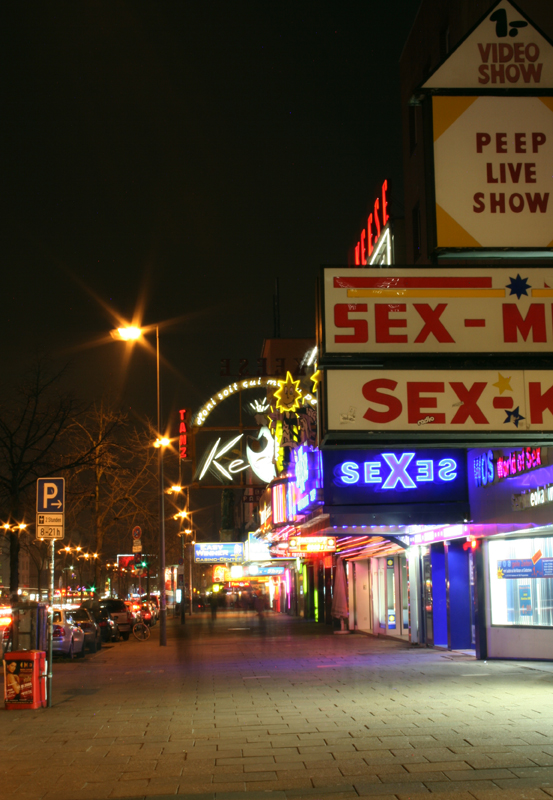
Đường Reeperbahn khá nổi bật trong đêm tối

Top Ten (hay tên cũ là Hippodrome, địa chỉ 136 Reeperbahn) do Peter Eckhorn mở ra vào năm 1960 dưới sự điều hành của nghệ sĩ đàn organ Iain Hines. Cuối tháng 10 năm 1960, The Beatles rời khỏi hệ thống câu lạc bộ của Koschmider để sang diễn tại Top Ten sau khi được Eckhorn hứa hẹn thù lao và hệ thống âm thanh tốt hơn hẳn, bên cạnh chỗ ngủ nghỉ tiện nghi (ngay phía trên của câu lạc bộ). Koschmider tức giận tố cáo việc Harrison làm việc dưới độ tuổi lao động hợp pháp và Harrison liền bị trục xuất ngày 21 tháng 11 năm 1960. The Beatles quay lại Bambi Kino để lấy đồ và phát hiện ra toàn bộ đồ đạc đã bị vứt đi. Cảm thấy bị sỉ nhục, McCartney và Best lấy bao cao su trong hành lý buộc quanh tường, và sau đó dùng bật lửa đốt để lấy thêm ánh sáng. Cho dù không bị thiệt hại gì nhưng Koschmider vẫn tố giác và cả 2 nhạc sĩ đều phải xọ khám. McCartney nhớ lại: "Một ngày nọ khi chúng tôi đang đi bộ trên đường Reeperbahn thì có ai đó gọi lớn 'ta-ti-ti-ta', rồi sau đó 'Komm mit mir!' ('Đi theo tôi!')". Best và McCartney bị giam giữ tại Phòng cảnh sát Davidwache trong vòng 3 tiếng đồng hồ, rồi sau đó bị trục xuất vào ngày 1 tháng 12 năm 1960. Giấy phép lao động của Lennon cũng hết hạn vài ngày sau đó nên anh quyết định bắt tàu hỏa về Anh. Trong khi đó, Sutcliffe bị cảm lạnh nên đã ở lại Hamburg. Sutcliffe sau đó đã vay tiền cô bạn gái người Đức Astrid Kirchherr để mua vé máy bay về nước vào tháng 1 năm 1961. Về tới Liverpool, cả nhóm không liên lạc với nhau suốt 2 tuần, trong khi gia đình Best nhận được rất nhiều cuộc điện thoại để nhận lại đồ đạc từ Hamburg.
The Beatles quay trở lại trình diễn tối ngày 17 tháng 12 năm 1960 tại Casbah Coffee Club với Chas Newby chơi bass thay Sutcliffe trong 4 đêm diễn khác nhau. Newby choáng váng với sự tiến bộ của ban nhạc về mặt hòa âm lẫn kỹ năng biểu diễn sau khi trở về từ Hamburg, đặc biệt là khả năng chơi trống dữ dội của Best giúp ban nhạc chơi nhanh và ồn ào hơn trước kia.
Sau khi Harrison sinh nhật 18 tuổi và có giấy phép lao động hợp pháp, The Beatles liền quay trở lại Hamburg để diễn tại Top Ten từ 27 tháng 3 tới 2 tháng 7 năm 1961. Eckhorn đã trả thêm 158 Mác cho giới chức trách Đức nhằm đảm bảo ban nhạc nhập cảnh thành công – điều đã khiến McCartney và Best không thể ở lại Đức vào mùa đông năm trước. Theo lời Tony Sheridan: "John, George, Paul, Stuart, Pete và tôi được mời tới chơi tại Top Ten trên đường Reeperbahn. Chúng tôi được thu xếp chỗ ở ngay phía trên câu lạc bộ, với giường tầng. Ngẫm lại thì căn phòng đó rất hãi hùng. Chúng tôi toàn tự giặt rồi phơi quần áo và tất, nên căn phòng bốc mùi như mấy tiệm giặt ủi của người Trung Quốc vậy. Nhưng chúng tôi cảm thấy thoải mái, thậm chí tôi còn sợ rằng chúng tôi sẽ lại ỉ lại người phụ nữ già (được giao nhiệm vụ) hỗ trợ chúng tôi."
Sutcliffe quyết định rời nhóm để tập trung học hành và dọn tới ở chung với bạn gái Kirchherr, vậy nên McCartney chuyển sang chơi bass cho ban nhạc. Sutcliffe đăng ký theo học bậc thầy Eduardo Paolozzi tại Trường nghệ thuật Hamburg, và cho McCartney mượn cây Höfner President 500/5. Tuy nhiên, anh yêu cầu McCartney không thay dây đàn của mình, nên McCartney buộc phải chơi bass ngược chiều cho tới khi được chính hãng Höfner tặng cây đàn dành riêng cho người thuận tay trái. Không lâu sau, McCartney mua cây Höfner Violin bass (model 500/1) tại cửa hàng Steinway-Haus (địa chỉ 29 Colonnaden) với giá 30 bảng (khoảng 700 bảng theo tỉ giá năm 2021) do anh không thể mua đàn của hãng Fender với giá hơn 100 bảng (khoảng 2.200 bảng theo tỉ giá năm 2011). Lennon cũng trang bị cho mình cây đàn 1958 Rickenbacker 325 Capri, còn Harrison thay bộ ampli mới của Gibson.
Bộ áo jacket đồng phục cùng nhiều trang phục trình diễn của ban nhạc do hàng xóm của McCartney thiết kế cũng sờn cũ, vậy nên họ quyết định mua vài đôi giày cao bồi, quần bò và áo khoác da màu đen ở cửa hàng Paul Hundertmark (Spielbudenplatz 9) và ở nhà may địa chỉ Thadenstrasse 6. Lennon nhớ lại: "Lần đi lưu diễn thứ hai này chúng tôi có dư ra một ít tiền, nên chúng tôi muốn đi mua ít đồ da... Cảm giác nhóm chúng tôi như bốn ông Gene Vincent vậy."

### Star-Club
Ngày 13 tháng 4 năm 1962, The Beatles được mời tới trình diễn tại hộp đêm mới mở Star-Club do Manfred Weissleder quản lý và có sức chứa lên tới 2.000 người. Hộp đêm này cũng có khả năng biến đổi thành rạp chiếu phim khi cần thiết. Buổi diễn này cũng đánh dấu việc Neil Aspinall chuyển sang làm quản lý trình diễn của The Beatles, khi anh nhận ra rằng việc anh lái xe và đặt phòng cho ban nhạc giúp anh có thu nhập cao hơn khi làm kế toán. Theo kế hoạch, nhóm sẽ tới Hamburg lưu diễn từ ngày 13 tháng 4 tới ngày 31 tháng 5. Nhưng vừa tới nơi, họ nghe tin sốc về cái chết của Sutcliffe.
Lần thứ hai họ tới diễn tại Star-Club là khoảng từ 1–14 tháng 11 năm 1962 với Ringo Starr là tay trống mới. Họ quyết định chọn khách sạn Germania (Detlev-Bremer-Strasse 8) và trải nghiệm lần đầu tiên trong đời căn phòng sang trọng bậc nhất thành phố trước khi chuyển qua khách sạn Pacific (Neuer Pferdemarkt 30) từ ngày 18–31 tháng 12. Theo Harrison, "chúng tôi quay lại Star-Club bởi nơi đây thực sự hoành tráng với chất lượng âm thanh rất tốt. Lần này chúng tôi thuê hẳn khách sạn. Tôi vẫn nhớ con đường đi bộ đó xa lắm, từ tận cuối phố Reeperbahn về phía trung tâm thành phố." Những buổi trình diễn cuối cùng của The Beatles được thu âm lại thành nhiều phần bởi Ted "King Size" Taylor của nhóm The Dominoes, vào thời điểm đó cũng trình diễn tại đây. Những bản thu đó được hãng Bellaphon của Đông Đức phát hành thành album The Beatles: Live! at the Star-Club in Hamburg, Germany; 1962 vào năm 1977 dưới nhiều định dạng và tên khác nhau.

### Tệ nạn
McCartney chia sẻ rằng họ từng quan hệ tình dục từ khi ở Liverpool, tuy nhiên khi tới Hamburg, những phụ nữ quanh họ chỉ có vũ công, vũ nữ thoát y và gái mại dâm. Harrison, khi đó mới chỉ 17 tuổi, gọi Hamburg là "thành phố kinh tởm nhất châu Âu". Chính McCartney nhớ lại "Khi bạn tới Hamburg, cô gái mà bạn vừa gặp gỡ có thể lại là một vũ nữ thoát y. Bạn bỗng được tiếp xúc với một vũ nữ lành nghề, thành thạo vài ngón nghề tình dục... với chúng tôi, thật sự như mở mang tầm mắt vậy." Trưởng nhóm Gerry and the Peacemakers, Gerry Marsden, nhớ lại ngày anh tới khách sạn trên phố Herbertstrasse cùng Lennon: "Chúng tôi trả tiền rồi chúng tôi ngồi ở sảnh chờ. Một gã bước ra với người phụ nữ to lớn nhất mà tôi từng nhìn thấy trong cuộc đời. Cô ta như thể một cái xe bus đang mặc đồ lót vậy. Chúng tôi chạy vội ra khỏi đó, nhanh tới mức còn không kịp nghe thấy tiếng đóng cửa. Tôi muốn quay lại để lấy lại tiền thì Lennon gào lên: 'Không, không nên thế. Quay lại là chúng ta gặp rắc rối đó!'."
Cũng tại Hamburg, The Beatles lần đầu tiếp xúc với "Prellies" (preludin). Sau khi chơi nhạc nhiều giờ, Sheridan mang tới cho ban nhạc "Chút gì đó để tất cả dậy sớm vào buổi sáng". Astrid Kirchherr cũng hay mang preludin tới cho Sutcliffe và các thành viên khác của ban nhạc. Cô thường trộn lẫn với bia để họ thăng hoa hơn suốt nhiều giờ và giúp họ có thể dậy đúng giờ vào sáng hôm sau. Harrison sau này nhớ lại rằng cả ban nhạc cảm thấy "miệng tan chảy" và có thể thức trắng mấy đêm liền... Theo Lennon, "nhân viên quầy bar mang sẵn trong người mấy viên [preludin]. Chỉ cần thấy có nhạc công nào lảo đảo vì mệt mỏi hoặc say xỉn, họ sẽ chuẩn bị đồ uống pha sẵn thuốc luôn. Lúc đó bạn sẽ làm việc không biết mệt mỏi luôn, cho tới khi bạn được uống viên tiếp theo." McCartney kể lại anh thường chỉ dùng 1 viên, trong khi Lennon hay dùng 4-5 viên mỗi đêm.
Việc sử dụng preludin hợp pháp cần có giấy xác nhận của bác sĩ tâm lý. Tuy nhiên, mẹ của Kirchherr có quen biết với một người bán thuốc nên cô thường sẵn có một lượng preludin không cần giấy phép. Epstein sau này có yêu cầu chủ quán Star-Club là Weissleder không được chia sẻ những tấm hình của The Beatles khi đang dùng thuốc. Starr thì nhắc tới việc dexedrine cũng bày bán công khai tại Hamburg nhằm chống buồn ngủ và tăng khả năng tập trung, tuy nhiên khiến gia tăng mệt mỏi và mất vị giác.

## Thu âm
Bản thu đầu tiên của The Beatles tại Hamburg là đĩa đơn "My Bonnie" do Tony Sheridan thực hiện. Sheridan thuê ban nhạc hát lót cho mình cho album cá nhân, thu âm bởi Polydor Records và sản xuất bởi Bert Kaempfert. Ngày 22 tháng 6 năm 1961, Sheridan lái xe đưa The Beatles tới Hamburg-Harburg để thu âm tại phòng thu Friedrich-Ebert-Halle với số tiền 300 Mác. Kaempfert sau đó ký hợp đồng 1 năm cùng ban nhạc vào ngày 22 tháng 6. Họ ngay lập tức thu âm vào ngày 23 tháng 6 và một lần nữa vào tháng 5 năm 1962.
Ngày 31 tháng 10 năm 1961, Polydor cho phát hành đĩa đơn "My Bonnie" ("Mein Herz ist bei dir nur") tại Tây Đức ghi tên nghệ sĩ là "Tony Sheridan and the Beat Brothers", vốn là tên gọi chung cho mọi ban nhạc chơi lót cho Sheridan. McCartney sau này giải thích: "Họ không thích tên ban nhạc của chúng tôi. 'Thế thì hãy đổi thành Beat Brothers đi, người Đức sẽ dễ hiểu cái tên đó hơn'. Chúng tôi chấp nhận nó... và bản thu nó như vậy đấy." Đĩa đơn được phát hành tại Anh vào ngày 5 tháng 1 năm 1962, chỉ có một vài bản sao được gửi sang hãng Decca Records tại Mỹ.

### Brian Epstein
"My Bonnie" là bước ngoặt thu hút sự chú ý của nhân vật quan trọng nhất trong thành công của The Beatles sau này, doanh nhân trẻ Brian Epstein. Tháng 9 năm 1961 khi ở Hamburg, Sutcliffe mang cho Harrison ấn bản phát hành tại Đức của đĩa đơn này. Sau khi về nước, Harrison mang nó tới chỗ DJ của The Cavern Club là Bob Wooler – gương mặt quen thuộc của nhiều tụ điểm âm nhạc. Ngày 28 tháng 10, doanh nhân 27 tuổi và chủ sở hữu chuỗi bán lẻ NEMS tại Liverpool, Brian Epstein, được cậu nhóc Raymond Jones cho nghe ca khúc này. Epstein không thể tìm thấy bất cứ thông tin hồ sơ nào về ban nhạc The Beatles hay về bản thu này, nhưng chỉ 2 hôm sau, có hai cô gái trẻ cũng tới hỏi mua đĩa đơn và nói rằng bắt gặp ban nhạc từng trình diễn ở The Cavern Club trên phố Mathew. Trợ lý Alistair Taylor từng chia sẻ rằng câu chuyện trên là không có thật, và thực tế chính anh phải dùng tên của Jones để đi tìm mua bản thu này.
Bill Harry phủ nhận ý kiến trên khi kể lại chính mình đã nhắc tới The Beatles cho Epstein từ rất sớm (ngay khi ông mời ban nhạc phỏng vấn trên tạp chí Mersey Beat của mình). McCartney cũng khẳng định: "Epstein biết rõ chúng tôi là ai, vì chúng tôi từng lên trang bìa số thứ 2 của 'Mersey Beat'." Sự tò mò ngày một lớn khiến Epstein cùng Taylor tới ăn trưa tại The Cavern ngày 9 tháng 11 năm 1961. Anh chê bai không gian tối tăm và ẩm thấp của câu lạc bộ này, nhưng lại vỗ tay nhiệt liệt cho phần trình diễn của The Beatles.

## Nghệ sĩ cộng tác
Astrid Kirchherr, Klaus Voormann và Jürgen Vollmer có thể coi là những người hâm mộ đầu tiên của The Beatles sau khi họ nghe ban nhạc chơi tại Kaiserkeller. Kirchherr, khi đó là bạn gái của Voormann, ban đầu cảm thấy ghê tởm khi phải lui tới khu phố tệ nạn này, nhưng chính Voormann đã thuyết phục cô tới sau khi nghe ban nhạc trình diễn. So với những buổi diễn nhạc jazz, của The Platters hay Nat King Cole, thứ nhạc rock 'n roll của The Beatles là một trải nghiệm hoàn toàn mới. Nhóm 3 người bạn này thường xuyên qua Kaiserkeller vào khoảng 9h tối và ngồi ngay sát sân khấu. Kirchherr mới chỉ 22 tuổi, sau này hồi tưởng lại: "Nó cứ như là một guồng quay bất tận trong đầu tôi vậy, họ quá đỗi ấn tượng... Toàn bộ cuộc đời tôi đột ngột thay đổi chỉ trong vài phút. Tất cả mọi điều tôi mong muốn lúc đó là được ở bên họ và hiểu về họ." Sutcliffe mê đắm Kirchherr, và Harry từng viết rằng mọi ánh mắt đều đổ dồn vào cô ấy mỗi khi cô ấy bước qua. Trong bức thư gửi cho người bạn thân, Sutcliffe viết rằng anh không thể rời mắt ngay khi Kirccherr bước vào hộp đêm, và cố thử bắt chuyện với cô ngay trong đêm diễn thứ hai, nhưng cô đã về từ trước đó.
Kirccherr đề nghị The Beatles cho phép cô chụp hình các thành viên tại studio. Ban nhạc khá bất ngờ với đề nghị này, khi vào thời điểm đó, những bức ảnh hầu hết là những tấm hình do bạn bè chụp vội trên sân khấu. Sáng ngày hôm sau, cô thực hiện buổi chụp hình tại "Der Dom" gần Reeperbahn. Sau đó, Kirchherr bắt đầu hẹn hò với Sutcliffe, và họ đính hôn vào tháng 11 năm 1960.
Kirccherr được coi là người sáng tạo nên kiểu tóc moptop (đầu nấm) thương hiệu của The Beatles, cho dù chính cô nhiều lần phủ nhận. Trả lời phỏng vấn trên BBC Radio Merseyside vào năm 1995, cô giải thích: "Bạn bè tôi ở trường nghệ thuật đều cắt kiểu tóc mà mọi người gọi là 'kiểu tóc The Beatles'. Bạn trai tôi lúc đó, Klaus Voormann, cũng cắt như vậy, và Sutcliffe rất thích kiểu tóc đó. Anh ấy là người đầu tiên không chê loại sáp Brylcreem, và đề nghị tôi cắt kiểu tóc đó cho anh ấy. Tóc của Pete Best thì quá xoăn nên không phù hợp."
Sau một thời gian đau đầu kéo dài cùng chứng mất trí nhớ, Sutcliffe được Kirccheer lái xe ô tô đưa đi cấp cứu vào ngày 10 tháng 4 năm 1962, tuy nhiên anh qua đời trước khi tới bệnh viện. Ba ngày sau, cô gặp The Beatles tại sân bay Hamburg và thông báo Sutcliffe qua đời vì xuất huyết não. Năm 1999, cô phát hành hồi ký Hamburg Days với nhiều ảnh chụp cùng những bức ký họa của Voormann về The Beatles khi ở Hamburg.
Năm 1966, Lennon đề nghị Voormann thiết kế phần bìa album Revolver và chơi bass trong các bản thu solo của từng thành viên The Beatles. Voormann cũng chính là người thiết kế bìa đĩa cho tuyển tập The Beatles Anthology (1995) của ban nhạc.

## Hậu truyện

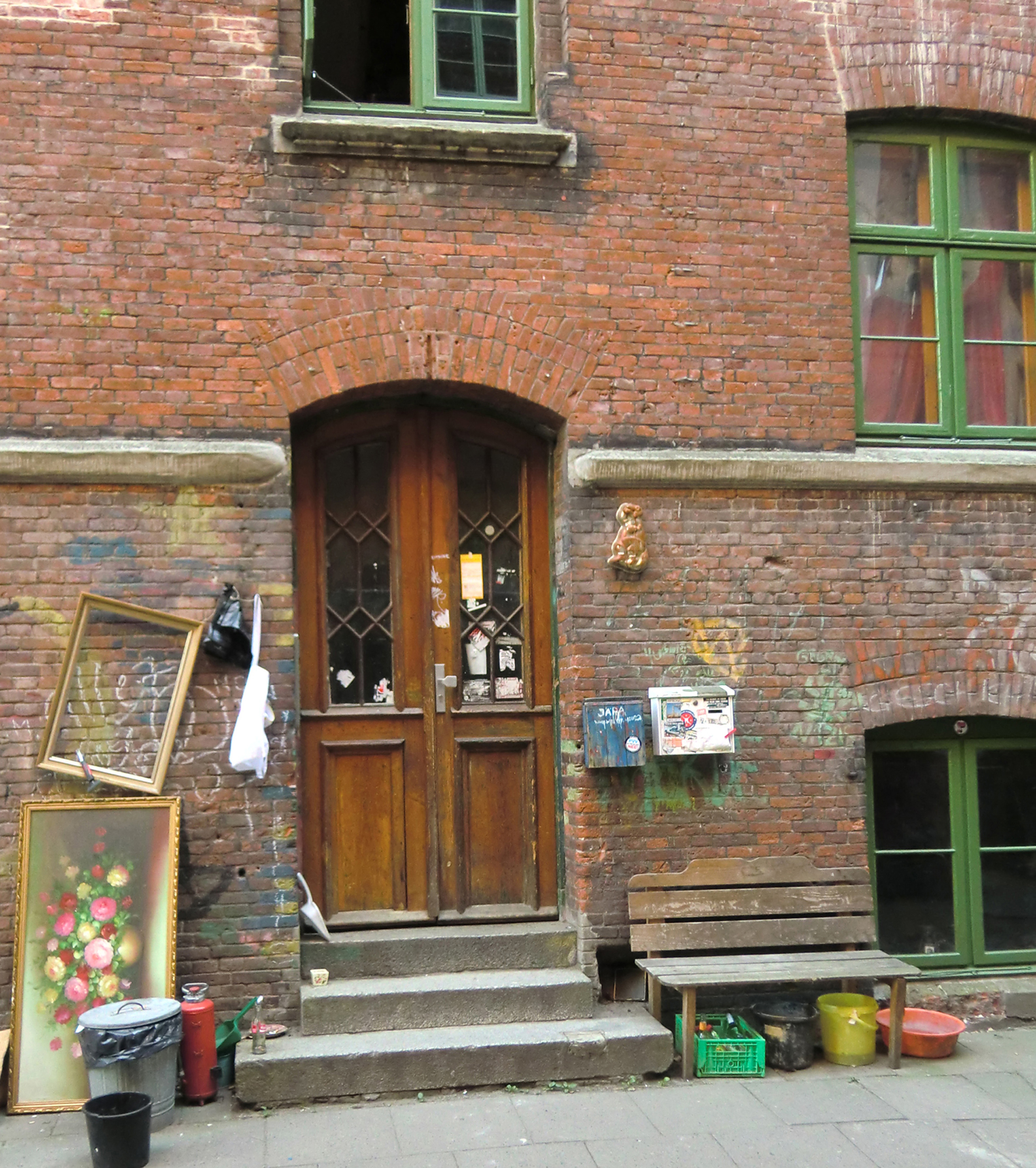
Ngôi nhà tại ngõ Jäger-Passage, 22 phố Wohlwill ngày nay

Sau này The Beatles có một lần nữa quay trở lại Hamburg vào tháng 6 năm 1966. Họ nghỉ tại lâu đài Tremsbüttel (số 10 phố Schlos) và chơi nhạc tại nhà hát Ernst-Merck-Halle trong hai đêm 26 và 27 tháng 6. Lennon nói: "Tôi sinh ra ở Liverpool, nhưng tôi trưởng thành tại Hamburg." Bức hình chụp Lennon trước cửa căn nhà trong ngõ Jäger-Passage, địa chỉ 22 phố Wohlwill, sau này được anh chọn làm ảnh bìa cho album solo Rock 'n' Roll (1975). Bức ảnh do Jürgen Vollmer thực hiện trong một lần The Beatles tới hát tại Top Ten.
Hamburg còn đọng lại lâu dài trong tâm trí của từng thành viên ban nhạc. "Chúng tôi hiểu rõ Hamburg bên ngoài ánh đèn sân khấu và chúng tôi muốn mang những điều đó theo mình. Nhưng chúng tôi lại không thích 2 lần gần nhất quay trở lại Hamburg, vì [Epstein] mang chúng tôi tới đó để hoàn tất những ràng buộc hợp đồng", Lennon bình luận. Harrison thì có những kỷ niệm tích cực hơn. "Tôi cần phải nhấn mạnh rằng Hamburg có lẽ là thời kỳ đẹp nhất của The Beatles. Chúng tôi không có hàng hiệu, thậm chí còn chẳng có bồn tắm hay quần áo. Chúng tôi bẩn khủng khiếp, chúng tôi chả có tiền mua bất cứ thứ gì, chưa kể tới việc không một ai biết tới chúng tôi, vậy nên chúng tôi không phải bận tâm vào những thứ phức tạp mà thành công mang tới." McCartney thì triết lý hơn: "Hamburg chắc chắn là một kỷ niệm thanh xuân tuyệt vời. Tôi tin rằng nơi đó giờ đã khá hơn nhiều rồi. Khi đó mọi thứ thật sự vui, nhưng cá nhân tôi thấy đó là một bước tiến tốt cho sự nghiệp của chúng tôi khi chúng tôi bắt đầu có được thành công với các bản thu âm."
Một quảng trường mang tên Beatles-Platz được xây dựng vào năm 2008, đoạn giao lộ giữa Reeperbahn và Große Freiheit, nơi đặt 5 bức tượng bằng thép các thành viên của The Beatles. Tổng chi phí thi công lên tới 550.000 €, trong đó hơn 200.000 € tới từ các nhà tài trợ. Địa điểm này đôi lúc được trang trí bằng các cây thông gắn đèn nhấp nháy. Năm 2001, đài Oldie 95 đề xuất một chương trình tri ân The Beatles tại Hamburg. Thị trưởng của thành phố Ole von Beust phát biểu trong chương trình đặc biệt này: "Đây chính là lúc thành phố cần tri ân tới ban nhạc vĩ đại này."